# Hagoromo Bungu
Hagoromo Bungu (japansk: 羽衣文具) var et japansk selskab der producerede og solgte kridt og kontorartikler. Firmaet var bedst kendt for at have produceret Hagoromo Fulltouch Chalk, der var et mærke af tavlekridt. Hagoromo-varemærket og en stor del af firmaets oprindelige udstyr blev solgt til det sydkoreanske firma Sejongmall, der igangsatte produktion i Sydkorea i 2016.

## Lukning og sidste tid
I oktober 2014 annoncerede Takayasu Watanabe fra virksomheden, at de ville stoppe med at producere kridt i februar 2015, og stoppe med at sælge det i marts samme år. Takayasu Watanabe, der overtog fra sin forgænger Ryuzo Watanabe som direktør, nævnte at årsagen til at lukke var at "tavler ikke længere er normen i klasseværelset", og at "det nuværende antal af studerende også er nedadgående". I et interview i 2015 nævnte Watanabea at hans stadigt dårligere helbred var den primære årsag til at lukke.
Udmeldingen om at firmaet ville lukke forårsagede masseindkøb, hamstring og gensalg af deres tavlekridt.
I juni 2015 blev det rapporteret at produktionen var fortsat en måned længere, end det oprindeligt var planlagt, og at produktionen var stoppet den 31. marts 2015.